# Ngân hàng Lào

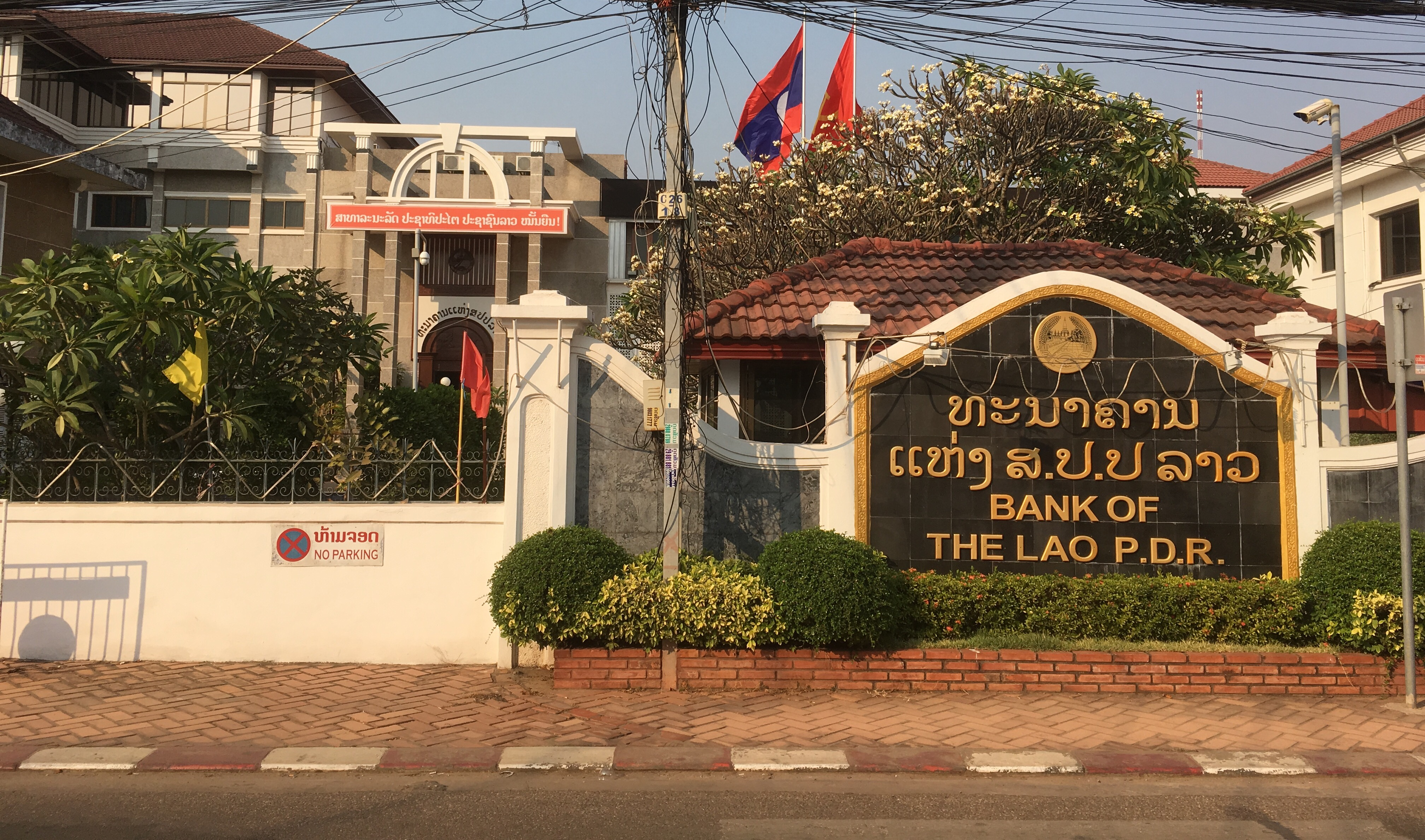
Trụ sở Ngân hàng Lào

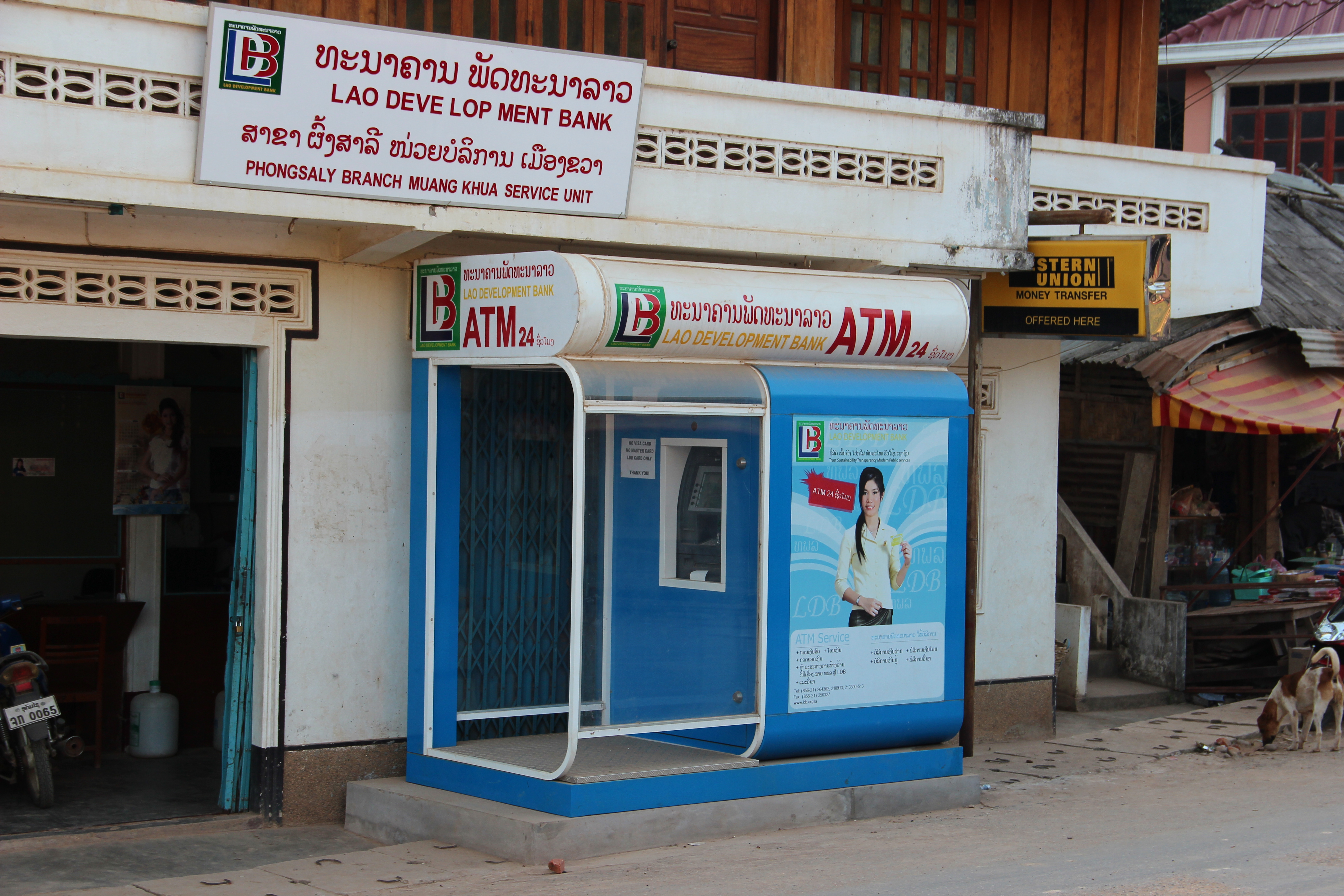
Một cây ATM tại Lào

Ngân hàng Cộng hòa Dân chủ Nhân dân Lào (tiếng Lào: ທະນາຄານ ແຫ່ງ ສ. ປ. ປ. ລາວ) là ngân hàng trung ương của Lào thuộc sở hữu 100% vốn của Nhà nước Lào. Đây cũng là ngân hàng cấp cuối cùng, kiểm soát nguồn cung tiền, quản lý dự trữ quốc gia và giám sát các ngân hàng thương mại hoạt động tại Lào. Ngân hàng được quản lý dưới quyền một ban điều hành gồm một Thống đốc và một Phó thống đốc. Thống đốc hiện tại là Xonexay Sithphaxay. Ngân hàng Lào được thành lập vào ngày 7 tháng 10 năm 1968 và đã hoạt động tại thủ đô Viêng Chăn cho đến nay. Ngân hàng Lào kế thừa từ Ngân hàng Quốc gia Lào vốn đã được tiếp quản vào đầu năm 1955 từ Institut d'Émission des États du Cambodge, du Lào et du Việt Nam do Pháp kiểm soát. Vào ngày 16 tháng 12 năm 1979, đồng kip "Giải phóng" Pathet Lào cũ được thay thế bằng đồng kip Lào mới với tỷ lệ 100 ăn 1.

## Các thống đốc
- Thongchanh Uparavanh  (1975–1977)
- Nouphanh Sithphasai (1978–1980)
- Khamphoui Keoboualapha (1980)
- Soth Phetrasy (1980–1983)
- Bousabong Souvannavong (1983–1987)
- Nouphanh Sithphasai (1987–1988)
- Pany Yathotou (1988–1990)
- Pany Yathotou (1990–1992)
- Bousabong Souvannavong (1993–1994)
- Pany Yathotou (1995–1997)
- Cheuang Sombounkhanh (1997–1999)
- Soukanh Mahalath (1999–2001)
- Phoupheth Khamphounevong (2001–2002)
- Chanhsy Phosikham (2002–2003)
- Phoumy Thipphavone (2003–2005)
- Phoupheth Khamphounevong (2006–2009)
- Somphao Phaysith (2009–2018)[4]
- Xonexay Sithphaxay (2018–đương nhiệm)[4]